# 高松琴平電気鉄道1050形電車
- 阪神5001形電車 (初代) > 高松琴平電気鉄道1050形電車
- 阪神5231形電車 > 高松琴平電気鉄道1050形電車
- 阪神5101形電車 > 高松琴平電気鉄道1050形電車

高松琴平電気鉄道1050形電車（たかまつことひらでんきてつどう1050がたでんしゃ）・1053形電車、及び1060形電車は、高松琴平電気鉄道に在籍した通勤形電車である。いずれも、阪神電気鉄道のジェットカーの車体を利用した車両である。

## 1050形
元は阪神5001形5001・5002で、1958年日本車輌・川崎車輌製。1977年に入線した。制御電動客車の1051と制御客車の1052からなる2両編成1本の2両が在籍したが、2003年に廃車になった。

### 琴電入線前
阪神5001形は、阪神の各駅停車専用車「ジェットカー」の先行試作車である。5001が日本車輌製、5002が川崎車輌製とメーカーが異なり、車体裾形状など細部が異なっていた。前面も非貫通2枚窓だったが、後に阪神標準の貫通路付きに改造された。1977年に新5001形への代替に伴い廃車された。

### 琴電入線後
1977年に入線した。入線に伴い、下記の改造が行われた。
- 片側3箇所にある客用扉のうち、中央の扉を撤去し、窓を2つ新設した。
当時の瓦町駅のホームが曲線上にあったため、高松築港方面の列車は中央のドアとホームとのすき間が大きくなり、乗降に危険が生じるための措置である。
なお、従来の窓が2段上昇式なのに対し、新設の窓は下段上昇・上段下降式と異なる。このため、新設のものには、保護棒が設置されていない。
- 琴電在来車に合わせ、制御方式はHL、制動方式は電磁SME（非常管併設電磁弁付三管式直通空気制動）を採用した。主電動機および台車は、同時期に琴電に入線した京急230形（車体は30形となった）のものを使用している。
- 連結器をバンドン形から自動連結器に交換。後に密着自動連結器に交換。
- ATSを阪神形から琴電形に交換。

琴電初の両開きドア設置車両となった。
1984年には台車・主電動機を新造のものに交換し、カルダン駆動化された。台車は電動車が住友FS-526、制御車がFS-026で、主電動機は三菱MB-3239A（出力110kw）×4である。
2003年に、1200形1201-1202・1203-1204・1205-1206の入線に伴い、同年3月にさよなら運転が行われた後、廃車解体されている。

## 1053形
元は阪神5231形5243・5244で1962年日本車輌製。1981年に入線した。制御電動客車の1053と制御客車の1054からなる2両編成1本の2両が在籍したが、2005年に廃車になった。

### 琴電入線前
阪神5231形は同社5201形の改良増備車で、2両編成12本の計24両が製造された。以降ジェットカーの主力車両として使用されていたが、1981年から1983年の間に、5131形・5331形への代替に伴い、一部の機器を供出するため廃車された。

### 琴電入線後
1981年に入線した。機器類は手持ち部品の流用となった1050形に対し、当形式では全て新品が用意され、琴電初のカルダン駆動車となった。また自動加速車であるが、手動加速車（HL制御車）との併結が初めて可能となった。台車は日車ND-115で、主電動機はMB-3239A（出力110kw) ×4である。
車体は1050形と同じ理由で車体中央の客用ドアを埋め、従来の窓と同じ寸法の3枚窓1組を設置した。連結器はバンドン形から密着自動連結器に変更された。
引き続き増備の計画もあったが、結局2両のみの購入で終わった。
2005年の1200形1211-1212・1213-1214・1215-1216の入線に伴い、同年6月にさよなら運転が行われた後、廃車解体されている。

## 1060形
元は5101形5107・5110で1960年川崎車輌製、1981年に入線した。両運転台の制御電動客車の1061・1062の2両が在籍していたが、2006年10月までに全車廃車となった。

### 琴電入線前
阪神5101形は普通専用車ジェットカーとして製造された。同時期に製造された5201形が片運転台なのに対し、こちらは両運転台車である。1967年に架線電圧昇圧（直流600V→1500V）に伴う改造を受けている。その後、1970年代後半の冷房化推進に際し、新造車に代替されることになり、そちらに電装品など機器を流用するため、1980年に廃車された。

### 琴電入線後
当時、琴電は老朽化した中・小型の増結車に代わる増結車を探していた。そのため、大型で両運転台の当車が購入された。琴電には車体のみが譲渡され、以下の改造が行われた。
- 片側3箇所にある客用扉のうち、1050形と同じく中央の扉を撤去し窓を設置（同形車の客用扉間の窓を流用）[1]。
- 琴電在来車に合わせ、制御方式はHL、制動方式は電磁SMEを採用した。主電動機および台車は、もと京急230形のものを使用している。
- 連結器をバンドン形から自動連結器に変更。後に密着自動連結器に交換。
- ATSを阪神形から琴電形に交換。

琴電入線後は、主に朝夕ラッシュ時の増結用として使用された。全長19,226mmは現在に至るまで琴電史上最長である。しかし冷房化推進のため、2005年に1200形1211-1212・1213-1214が入線し、この代替として同年6月にさよなら運転を行って定期運用を離脱、1061は廃車・解体された。その後1062は事業用車となり仏生山工場での入換などで使用された後、2006年10月に廃車・解体された。
なお、本形式ならびに1053形・1063形の廃車に伴い、2011年に長尾線から600形が転用されるまでの間、琴平線の車両から両開きドアの車両が一旦消滅した。また、全て平行カルダン駆動、冷房装置付きの自動加速制御車になった。

## 参考資料
- 畑下学「私鉄フォーラム第32回 高松琴平電気鉄道」、鉄道ダイヤ情報52号、弘済出版社、1988年8月
- 寺田裕一「動く電車博物館Part3 高松琴平電気鉄道」、RailMagazine33号、ネコ・パブリッシング、1986年9月
- 小笠原裕一「REPORT 琴電琴平線車両の動き」、鉄道ファン244号、交友社、1981年8月